# Folarin Balogun
Folarin Jerry Balogun (New York, 3 luglio 2001) è un calciatore statunitense con cittadinanza britannica, attaccante del Monaco e della nazionale statunitense.

## Caratteristiche
È un centravanti molto rapido e abile nell'attaccare la profondità.

## Carriera

### Club
Calcisticamente cresciuto nel settore giovanile dell'Arsenal, ha debuttato in prima squadra il 29 ottobre 2020 in occasione dell'incontro di Europa League vinto per 3-0 contro il Dundalk all'Emirates Stadium. Nel turno seguente, giocato contro il Molde, ha segnato la sua prima rete in carriera.
Il 12 gennaio 2022 viene ceduto in prestito al Middlesbrough.
Il 3 agosto 2022 viene ceduto nuovamente in prestito, questa volta ai francesi dello Stade Reims, con cui si mette in mostra realizzando 22 reti in 39 partite tra Ligue 1 e Coppa di Francia.
Nell'estate 2023 si trasferisce a titolo definitivo al Monaco per una cifra intorno ai 40 milioni di Euro.

### Nazionale
Dopo avere rappresentato le selezioni giovanili inglesi (a eccezione per 4 partite in cui ha rappresentato l'under-18 statunitense), il 1º giugno 2023 viene convocato per la prima volta dagli Stati Uniti. Debutta con la massima selezione statunitense 14 giorni dopo nella sfida, valevole per le semifinali di CONCACAF Nations League, vinta 3-0 contro il Messico. Realizza la sua prima rete 3 giorni dopo nella finale della competizione vinta per 2-0 contro il Canada.

## Statistiche

### Presenze e reti nei club
Statistiche aggiornate al 27 dicembre 2024.
| Stagione        | Squadra         | Campionato      | Campionato | Campionato | Coppe nazionali | Coppe nazionali | Coppe nazionali | Coppe continentali | Coppe continentali | Coppe continentali | Altre coppe | Altre coppe | Altre coppe | Totale | Totale |
| Stagione        | Squadra         | Comp            | Pres       | Reti       | Comp            | Pres            | Reti            | Comp               | Pres               | Reti               | Comp        | Pres        | Reti        | Pres   | Reti   |
| --------------- | --------------- | --------------- | ---------- | ---------- | --------------- | --------------- | --------------- | ------------------ | ------------------ | ------------------ | ----------- | ----------- | ----------- | ------ | ------ |
| 2020-2021       | Arsenal         | PL              | 0          | 0          | FACup+CdL       | 0+1             | 0               | UEL                | 5                  | 2                  | CS          | 0           | 0           | 6      | 2      |
| 2021-gen. 2022  | Arsenal         | PL              | 2          | 0          | FACup+CdL       | 0+2             | 0               |                    | -                  | -                  |             | -           | -           | 4      | 0      |
| Totale Arsenal  | Totale Arsenal  | Totale Arsenal  | 2          | 0          |                 | 3               | 0               |                    | 5                  | 2                  |             | -           | -           | 10     | 2      |
| gen.-giu. 2022  | Middlesbrough   | FLC             | 18         | 3          | FACup+CdL       | 3+2             | 0               |                    | -                  | -                  |             | -           | -           | 23     | 3      |
| 2022-2023       | Stade Reims     | L1              | 37         | 21         | CF              | 2               | 1               |                    | -                  | -                  |             | -           | -           | 39     | 22     |
| 2023-2024       | Monaco          | L1              | 29         | 7          | CF              | 3               | 1               |                    | -                  | -                  |             | -           | -           | 32     | 8      |
| 2024-2025       | Monaco          | L1              | 8          | 4          | CF              | 0               | 0               | UCL                | 3                  | 0                  |             | -           | -           | 11     | 4      |
| Totale Monaco   | Totale Monaco   | Totale Monaco   | 37         | 11         |                 | 3               | 1               |                    | 3                  | 0                  |             | -           | -           | 43     | 12     |
| Totale carriera | Totale carriera | Totale carriera | 94         | 35         |                 | 13              | 2               |                    | 8                  | 2                  |             | -           | -           | 115    | 39     |

#### Cronologia presenze e reti in nazionale
| Cronologia completa delle presenze e delle reti in nazionale ― Stati Uniti | Cronologia completa delle presenze e delle reti in nazionale ― Stati Uniti | Cronologia completa delle presenze e delle reti in nazionale ― Stati Uniti | Cronologia completa delle presenze e delle reti in nazionale ― Stati Uniti | Cronologia completa delle presenze e delle reti in nazionale ― Stati Uniti | Cronologia completa delle presenze e delle reti in nazionale ― Stati Uniti | Cronologia completa delle presenze e delle reti in nazionale ― Stati Uniti | Cronologia completa delle presenze e delle reti in nazionale ― Stati Uniti |
| Data                                                                       | Città                                                                      | In casa                                                                    | Risultato                                                                  | Ospiti                                                                     | Competizione                                                               | Reti                                                                       | Note                                                                       |
| -------------------------------------------------------------------------- | -------------------------------------------------------------------------- | -------------------------------------------------------------------------- | -------------------------------------------------------------------------- | -------------------------------------------------------------------------- | -------------------------------------------------------------------------- | -------------------------------------------------------------------------- | -------------------------------------------------------------------------- |
| 15-6-2023                                                                  | Paradise                                                                   | Stati Uniti                                                                | 3 – 0                                                                      | Messico                                                                    | CONCACAF Nations League 2022-2023 - Semifinale                             | -                                                                          | 74’                                                                        |
| 18-6-2023                                                                  | Paradise                                                                   | Canada                                                                     | 0 – 2                                                                      | Stati Uniti                                                                | CONCACAF Nations League 2022-2023 - Finale                                 | 1                                                                          | 76’                                                                        |
| 9-9-2023                                                                   | St. Louis                                                                  | Stati Uniti                                                                | 3 – 0                                                                      | Uzbekistan                                                                 | Amichevole                                                                 | -                                                                          | 46’                                                                        |
| 12-9-2023                                                                  | Saint Paul                                                                 | Stati Uniti                                                                | 4 – 0                                                                      | Oman                                                                       | Amichevole                                                                 | 1                                                                          | 46’                                                                        |
| 14-10-2023                                                                 | East Hartford                                                              | Stati Uniti                                                                | 1 – 3                                                                      | Germania                                                                   | Amichevole                                                                 | -                                                                          | 66’                                                                        |
| 17-10-2023                                                                 | Nashville                                                                  | Stati Uniti                                                                | 4 – 0                                                                      | Ghana                                                                      | Amichevole                                                                 | 1                                                                          | 46’                                                                        |
| 16-11-2023                                                                 | Austin                                                                     | Stati Uniti                                                                | 3 – 0                                                                      | Trinidad e Tobago                                                          | CONCACAF Nations League 2023-2024 - Quarti di finale                       | -                                                                          |                                                                            |
| 21-11-2023                                                                 | Port of Spain                                                              | Trinidad e Tobago                                                          | 2 – 1                                                                      | Stati Uniti                                                                | CONCACAF Nations League 2023-2024 - Quarti di finale                       | -                                                                          | 83’                                                                        |
| 21-3-2024                                                                  | Arlington                                                                  | Stati Uniti                                                                | 3 – 1 dts                                                                  | Giamaica                                                                   | CONCACAF Nations League 2023-2024 - Semifinale                             | -                                                                          | 63’                                                                        |
| 24-3-2024                                                                  | Arlington                                                                  | Stati Uniti                                                                | 2 – 0                                                                      | Messico                                                                    | CONCACAF Nations League 2023-2024 - Finale                                 | -                                                                          | 66’                                                                        |
| 8-6-2024                                                                   | Landover                                                                   | Stati Uniti                                                                | 1 – 5                                                                      | Colombia                                                                   | Amichevole                                                                 | -                                                                          | 72’                                                                        |
| 12-6-2024                                                                  | Orlando                                                                    | Stati Uniti                                                                | 1 – 1                                                                      | Brasile                                                                    | Amichevole                                                                 | -                                                                          | 64’                                                                        |
| 23-6-2024                                                                  | Arlington                                                                  | Stati Uniti                                                                | 2 – 0                                                                      | Bolivia                                                                    | Coppa America 2024 - 1º turno                                              | 1                                                                          | 65’                                                                        |
| 27-6-2024                                                                  | Atlanta                                                                    | Panama                                                                     | 2 – 1                                                                      | Stati Uniti                                                                | Coppa America 2024 - 1º turno                                              | 1                                                                          | 72’                                                                        |
| 1-7-2024                                                                   | Kansas City                                                                | Stati Uniti                                                                | 0 – 1                                                                      | Uruguay                                                                    | Coppa America 2024 - 1º turno                                              | -                                                                          | 41’                                                                        |
| 7-9-2024                                                                   | Kansas City                                                                | Stati Uniti                                                                | 1 – 2                                                                      | Canada                                                                     | Amichevole                                                                 | -                                                                          | 53’ 82’                                                                    |
| 10-9-2024                                                                  | Cincinnati                                                                 | Stati Uniti                                                                | 1 – 1                                                                      | Nuova Zelanda                                                              | Amichevole                                                                 | -                                                                          |                                                                            |
| Totale                                                                     |                                                                            | Presenze                                                                   | 17                                                                         |                                                                            | Reti                                                                       | 5                                                                          |                                                                            |

## Palmarès

### Nazionale
- CONCACAF Nations League: 2

2022-2023, 2023-2024